# Hermann Ehrhardt

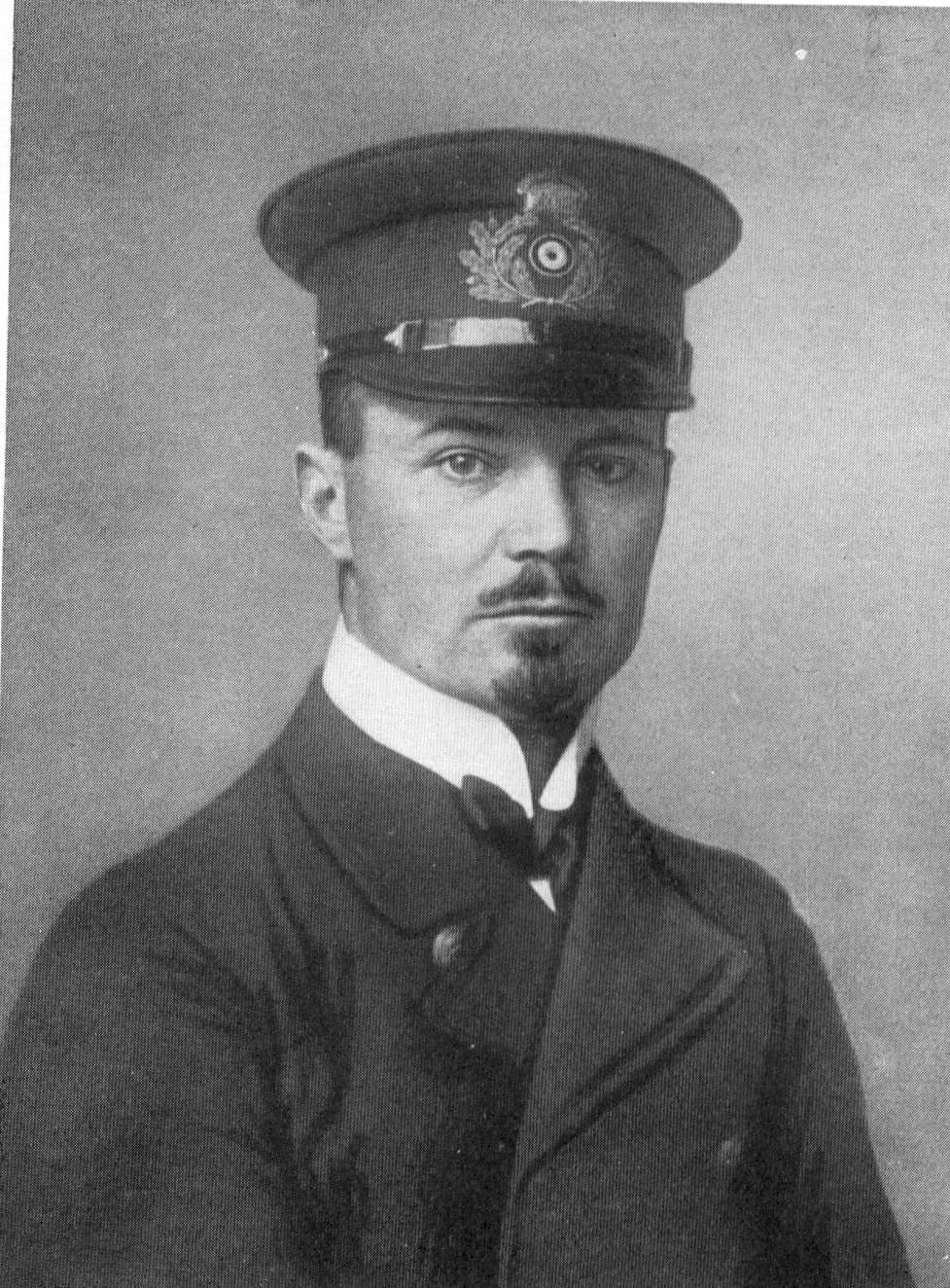
Hermann Ehrhardt (etwa 1916)

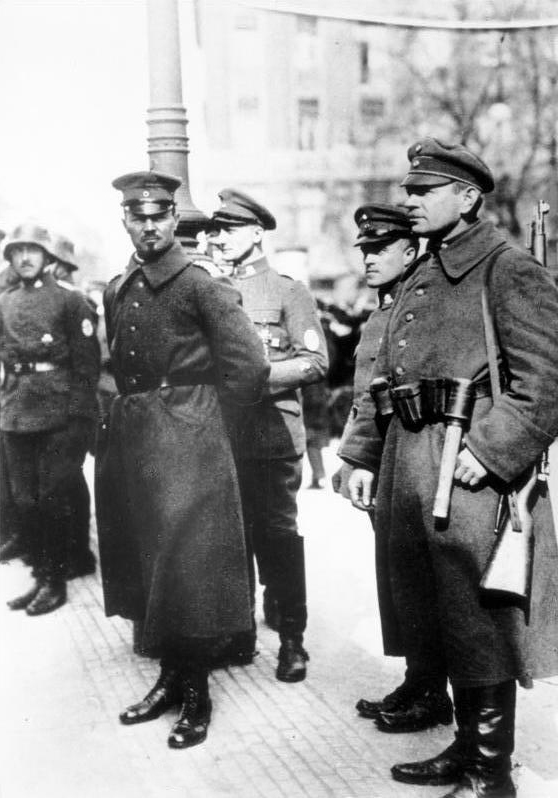
Hermann Ehrhardt (zweiter von links) beim Kapp-Putsch in Berlin 1920.

Hermann Ehrhardt (* 29. November 1881 in Diersburg; † 27. September 1971 in Brunn am Walde) war ein deutscher Marineoffizier, Freikorpsführer und Putschist.
Er wurde vor allem bekannt durch seine republikfeindlichen Aktivitäten während der Weimarer Republik: Als Führer der nach ihm benannten Marine-Brigade Ehrhardt gehörte er zu den bekanntesten Freikorpsführern der Jahre nach dem Ersten Weltkrieg und zu den Anführern des von seiner Brigade initiierten antidemokratischen Kapp-Putsches vom März 1920. Nach der erzwungenen Auflösung der Brigade gründete Ehrhardt – seine republikfeindliche, antisemitische und deutschnationale politische Linie fortsetzend – aus den Überresten seiner Einheit den Geheimbund Organisation Consul, der in den 1920er Jahren zahlreiche politisch motivierte Morde beging und mit terroristischen Mitteln gegen den bestehenden Staat arbeitete.

## Leben

### Jugend und Erster Weltkrieg
Ehrhardt war Spross einer Pastorenfamilie. Als Primaner hatte er seinen Klassenlehrer aus verletztem Ehrgefühl geohrfeigt und musste daraufhin das Gymnasium in Lörrach verlassen. 1899 trat er als Seekadett in die Kaiserliche Marine ein. Ehrhardt absolvierte eine Marineoffizierslaufbahn. 1904 nahm er als Leutnant zur See an der Niederschlagung des Hereroaufstands in Deutsch-Südwestafrika unter Oberstleutnant Ludwig von Estorff teil.
Bei Beginn des Ersten Weltkriegs war Ehrhardt als Kapitänleutnant Chef der 20. Torpedoboot-Halbflottille. In der Skagerrakschlacht war seine Gruppe (seit Februar 1915 17. Torpedoboot-Halbflottille) an der Versenkung des englischen 1000-Tonnen-Zerstörers HMS Nomad beteiligt. Ehrhardts Halbflottille wurde im Oktober 1916 zur U-Boot-Sicherung im Ärmelkanal nach Flandern verlegt. 1917 zum Korvettenkapitän befördert, erhielt er im September desselben Jahres das Kommando über die IX. Torpedoboot-Flottille und blieb bis Kriegsende in dieser Funktion. Bei Kriegsende führte auch er seine Einheit nach Scapa Flow, wo sie sich 1919 selbst versenkte. Ehrhardt kehrte bereits zuvor mit einem Großteil der ehemaligen Besatzungen auf einem Transportschiff nach Wilhelmshaven zurück. Als dessen Mannschaft angesichts des gefährlichen Minensperrgürtels vor der deutschen Küste meuterte und die Weiterfahrt verweigerte, übernahm Hermann Ehrhardt mit Gewalt das Kommando und brachte das Schiff sicher nach Wilhelmshaven.

### Marine-Brigade Ehrhardt
Am 27. Januar 1919 riefen Kommunisten die „Räterepublik Wilhelmshaven“ aus. Ehrhardt sammelte etwa 300 Mann um sich, meist Berufssoldaten, und erstürmte mit diesen am selben Abend die 1000-Mann-Kaserne, das Hauptquartier der revolutionären Matrosen. Unter dem Einsatz von Bootskanonen brach der Widerstand schnell zusammen. Nun wurde die Gründung einer Freiwilligen-Formation vorangetrieben.
Am 17. Februar 1919 war die Aufstellung der II. Marine-Brigade Wilhelmshaven abgeschlossen. Ab dem 1. März nannte sie sich nach ihrem Führer Marine-Brigade Ehrhardt. Sie gliederte sich (zum Zeitpunkt ihres Einsatzes in München im April/Mai 1919) in die Offiziers-Sturm-Kompanie, die Kompanie Wilhelmshaven, die Marine-Regimenter 3 und 4, einen Flammenwerferzug, die 1. und 2. Minenwerfer-Kompanie, die 1. und 2. Pionier-Kompanie sowie eine Batterie leichter Feldhaubitzen (Kaliber 10,5 cm) und eine Batterie Feldkanonen (Kaliber 7,7 cm). Die Gesamtstärke betrug zu diesem Zeitpunkt etwa 1.500 Mann.
Nachdem Werbung, Aufstellung und Ausbildung abgeschlossen waren, erhielt die Brigade im April 1919 den Befehl, unter dem Oberkommando des Generals Georg Maercker gegen die Revolution in Braunschweig einzuschreiten. Den Freikorps stellte sich kein Widerstand entgegen, die Revolutionsführer flohen.
Der 37-jährige Ehrhardt war nicht bereit, Niederlage, Revolution und die neuen Machthaber anzuerkennen. Mit seinem Freikorps hatte er sich das Mittel geschaffen, diesem Willen Ausdruck zu verleihen. Quer durch Mitteldeutschland schlug Ehrhardts Brigade Unruhen nieder, um am 30. April 1919 in Oberschleißheim zum Sturm auf die Münchner Räterepublik anzutreten. Die verbündeten Freikorps gingen mit aller Brutalität gegen die aufständischen Arbeiter vor. Am 2. Mai waren die Kämpfe im Wesentlichen beendet. Im Juni wurde die Brigade in Berlin gegen einen Verkehrsstreik eingesetzt, im August gegen den ersten polnischen Aufstand in Oberschlesien. Gegen Ende des Jahres 1919 wurde die Truppe mit Heimkehrern ehemaliger Baltikumeinheiten aufgefüllt, so dass sie auf etwa 4000 Mann anwuchs. Den Jahreswechsel 1919/20 verbrachte Ehrhardt mit seinen Männern in Ruhestellung auf dem Truppenübungsplatz Döberitz bei Berlin. Diese Ruhezeit wurde unter anderem für politische Vorträge genutzt; die Marine-Brigade Ehrhardt radikalisierte sich. Ehrhardt begann, den „Marsch auf Berlin“ zu planen.

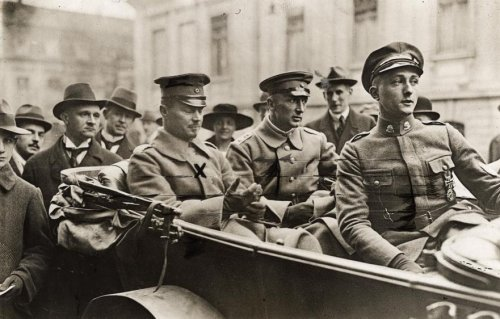
Ehrhardt (x) (Berlin, 13. März 1920)

Mit General Walther von Lüttwitz, seit März 1919 Oberbefehlshaber des Berliner Reichswehrgruppenkommandos I, und dem Politiker Wolfgang Kapp fanden sich zwei Männer, die entschlossen waren, die Ergebnisse der Revolution rückgängig zu machen. Nachdem die Reichsregierung bereits Anfang März 1920 auf Druck der Alliierten, die die Erfüllung des Versailler Friedensvertrags überwachten, die Auflösung der Marine-Brigade Ehrhardt und weiterer Freikorps bestimmt hatte, war diese nun bereit, gegen die Regierung vorzugehen. Am 12. März trat der bei den Rechtsradikalen verhasste Finanzminister Matthias Erzberger zurück, was der antidemokratischen Bewegung zusätzlichen Auftrieb gab. Lüttwitz protestierte gegen die Auflösung der Freikorps, indem er den Rücktritt des Reichspräsidenten und der Reichsregierung forderte. Er wurde daraufhin entlassen. So begann am 13. März 1920 der Kapp-Lüttwitz-Putsch: Lüttwitz stellte sich an die Spitze der Marinebrigade Ehrhardt und besetzte mit ihr das Berliner Regierungsviertel. Durch Zustrom von „wilden“ Einheiten war die Brigade auf 2000 bis 6000 Mann angewachsen.
Die Reichsregierung um Reichspräsident Friedrich Ebert und Reichskanzler Gustav Bauer wich jedoch zuerst eintägig nach Dresden, dann für vier Tage nach Stuttgart aus. Generalstreik und passives Abwarten öffentlicher Stellen ließen den ohnehin überstürzt geplanten Putsch scheitern. Erhebliche Teile der Reichswehr standen hinter den Putschisten. Die Arbeiterschaft streikte vollständig, die Kapp-Clique entwarf noch ein paar Flugblätter, aber sie musste am 17. März aufgeben. Die Marinebrigade marschierte zurück nach Döberitz. Am 30. März 1920 nahm Ehrhardt die letzte Parade seines Freikorps ab. Er selbst wurde am 10. September ehrenhaft aus der Reichsmarine entlassen; die Marine-Brigade Ehrhardt war bereits zum 31. Mai aufgelöst worden. Gegen Ehrhardt erging ein Haftbefehl, dem er sich jedoch durch die Flucht nach München entziehen konnte, wo er zunächst nicht mehr strafrechtlich verfolgt wurde. Die Flucht finanziert hatte Heinrich Claß, der Vorsitzende des Alldeutschen Verbands.

### Organisation Consul, Bund Wiking und Kontakte zur NSDAP
Nach dem Ende der Marine-Brigade Ehrhardt wurden Teile der Freikorps-Soldaten in die reguläre Reichswehr eingegliedert. Der Rest der Einheit formierte sich im Herbst 1920 zur Organisation Consul, einer rechtsradikalen Untergrundorganisation, die mit Attentaten einen Putsch von links provozieren wollte, um dann der Reichsregierung ihre Unterstützung bei dessen Bekämpfung anzubieten. Dadurch erhoffte sich Ehrhardt, so viel Einfluss zu erlangen, um die Verfassung im Sinne einer Diktatur verändern zu können. Die Morde an dem ehemaligen Finanzminister Matthias Erzberger (26. August 1921) und dem Außenminister Walther Rathenau (24. Juni 1922) und der Mordversuch an dem ehemaligen Ministerpräsidenten Philipp Scheidemann (4. Juni 1922) wurden von Mitgliedern der Organisation Consul geplant und begangen. Der „Consul“ dabei war Ehrhardt selbst, der über einen Adjutanten und einen eigenen Stab verfügte und bei dem alle Fäden der militärisch straff geführten Organisation zusammenliefen. In der Folge des Mordes an Erzberger floh Ehrhardt vor einer drohenden Verhaftung nach Ungarn. In Abwesenheit ihres Leiters zerfiel die Organisation Consul und wurde am 21. Juli 1922 durch das Republikschutzgesetz verboten. Der steckbrieflich gesuchte Ehrhardt wurde im November 1922 in München verhaftet und saß bis zu seiner Befreiung am 13. Juli 1923 in Untersuchungshaft in Leipzig.
Schon früh hatte Ehrhardt Kontakt zu Adolf Hitler und seiner nationalsozialistischen Bewegung. Als Ernst Röhm für die Gründung seiner Sturmabteilung (SA) erfahrene Männer suchte, die den neuen Verband führen konnten, wandte er sich an Ehrhardt. Dieser wollte jedoch zunächst nichts mit Hitler zu tun haben und schimpfte: „Herrgott, was will der Idiot schon wieder?“ Am 29. Juli 1921 kam es zu Hintergrundgesprächen zwischen Ehrhardt und Hitler, der daraufhin das Organisation Consul-Mitglied Hans Ulrich Klintzsch beauftragte, die „Selbstschutz“-Verbände der NSDAP zu organisieren und als Konkurrenzorganisation zu „infiltrieren“. Die Übereinkunft schien für beide Seiten vorteilhaft zu sein: Der zu dieser Zeit als politischer Saalredner allenfalls regional bekannte Hitler erhielt Zugang zu den Beziehungsnetzen der äußersten Rechten in Bayern, während Ehrhardt hoffen konnte, in Hitler und der NSDAP ein instrumentalisierbares politisches Sprachrohr zu bekommen. Ehrhardt leistete der frühen SA erhebliche logistische und finanzielle Unterstützung. Aber während die nationalsozialistische Bewegung großen Zulauf hatte, verlor Ehrhardt an Einfluss. Ab dem Frühjahr 1923 entwickelte sich die SA zu einem Instrument der NSDAP. Nachdem am 3. Mai 1923 der Bund Wiking als legaler Fassade der Organisation Consul gegründet worden war, wurde Klintzsch von der Leitung der SA entbunden und zur Organisation Consul zurückbeordert. Den von Ehrhardt abkommandierten Unterführern wurde freigestellt, ob sie bei der SA bleiben oder zu Ehrhardt zurückgehen wollten. Dass Ehrhardts zeitweiliger Stellvertreter Alfred Hoffmann Stabschef des neuen SA-Chefs Hermann Göring wurde, bedeutet nach Ansicht Martin Sabrows nicht, dass die Verbindung zwischen Organisation Consul und SA fortbestanden habe, da Ehrhardt sich kurz darauf von Hoffmann trennte.
Im Vorfeld des Hitlerputsches entwickelte sich offene Gegnerschaft zwischen Ehrhardt und den Nationalsozialisten. Dabei war Ehrhardt, als der Konflikt zwischen dem Reich und Bayern im Herbst 1923 eskalierte, von Generalstaatskommissar Gustav von Kahr aus dem Exil nach Bayern geholt worden, um an der Grenze zu Thüringen einen Vormarsch auf Berlin zu organisieren. Doch wollte man sich der Mitwirkung der norddeutschen Reichswehr versichern, und Kahr verpflichtete noch am 6. November Ehrhardt, Hitler, Ludendorff und die anderen Führer der vaterländischen Verbände zum Stillhalten. Als Hitler dann am Abend des 8. November die Initiative ergriff, stellte sich Ehrhardt nach einigem Schwanken auf Kahrs Seite, da er einen Putsch zu diesem Zeitpunkt für nicht genügend vorbereitet und dilettantisch hielt. In den frühen Morgenstunden des 9. November hatte sich Ehrhardt in Nürnberg aufgehalten und war, als die Nachricht vom Putsch eintraf, vom Nürnberger Truppenkommandeur Georg Freiherr Löffelholz von Colberg festgesetzt und an Generalleutnant Otto von Lossow in München überstellt worden. Dadurch verlor Ehrhardt jede Verbindung zu seinen Truppen an der bayerischen Nordgrenze und zu den streitenden Parteien. Als er erst gegen 10.00 Uhr bei Lossow ankam, schickte dieser ihn weiter zu Kahr. Nach Hitlers Verhaftung versuchte Ehrhardt, das dadurch entstandene Vakuum zu nutzen und die Rechtsverbände unter seine Führung zu bringen. Die NSDAP lehnte das Angebot, sich seiner treuhänderischen Leitung zu unterstellen, jedoch ab. Mit der Stabilisierung der Währung und dem Ende der Ruhrbesetzung verlor Ehrhardts Werben für einen Putsch an Wirkung.
Im Nachlass von Arnold Rechberg findet sich ein Brief Ehrhardts vom Januar 1930, in dem er Rechberg darum bat, ihm Gelder aus der Industrie zu verschaffen, sowie eine Quittung vom April 1930, dass Rechberg ihm 4.500 Reichsmark gab.

### Abstieg
Nach dem Putsch von 1923 hatte Ehrhardt sein Ansehen bei den rechtsradikalen Kräften in München verloren. Er wurde als Verräter betrachtet, da er sich gegen Hitler gestellt hatte. So verlor auch der Bund Wiking an Bedeutung. Im April 1924 floh Ehrhardt abermals vor der strafrechtlichen Verfolgung aus dem Deutschen Reich nach Österreich und kehrte im Oktober 1926 nach einer Amnestie des neuen Reichspräsidenten Paul von Hindenburg zurück. Der Bund Wiking hatte in der Zwischenzeit so sehr an Bedeutung eingebüßt, dass Ehrhardt sich genötigt sah, Verhandlungen mit dem Stahlhelm aufzunehmen, in dem der Bund aufgehen sollte. Auch diese Verhandlungen scheiterten und am 27. April 1928 wurde der Bund Wiking schließlich aufgelöst.

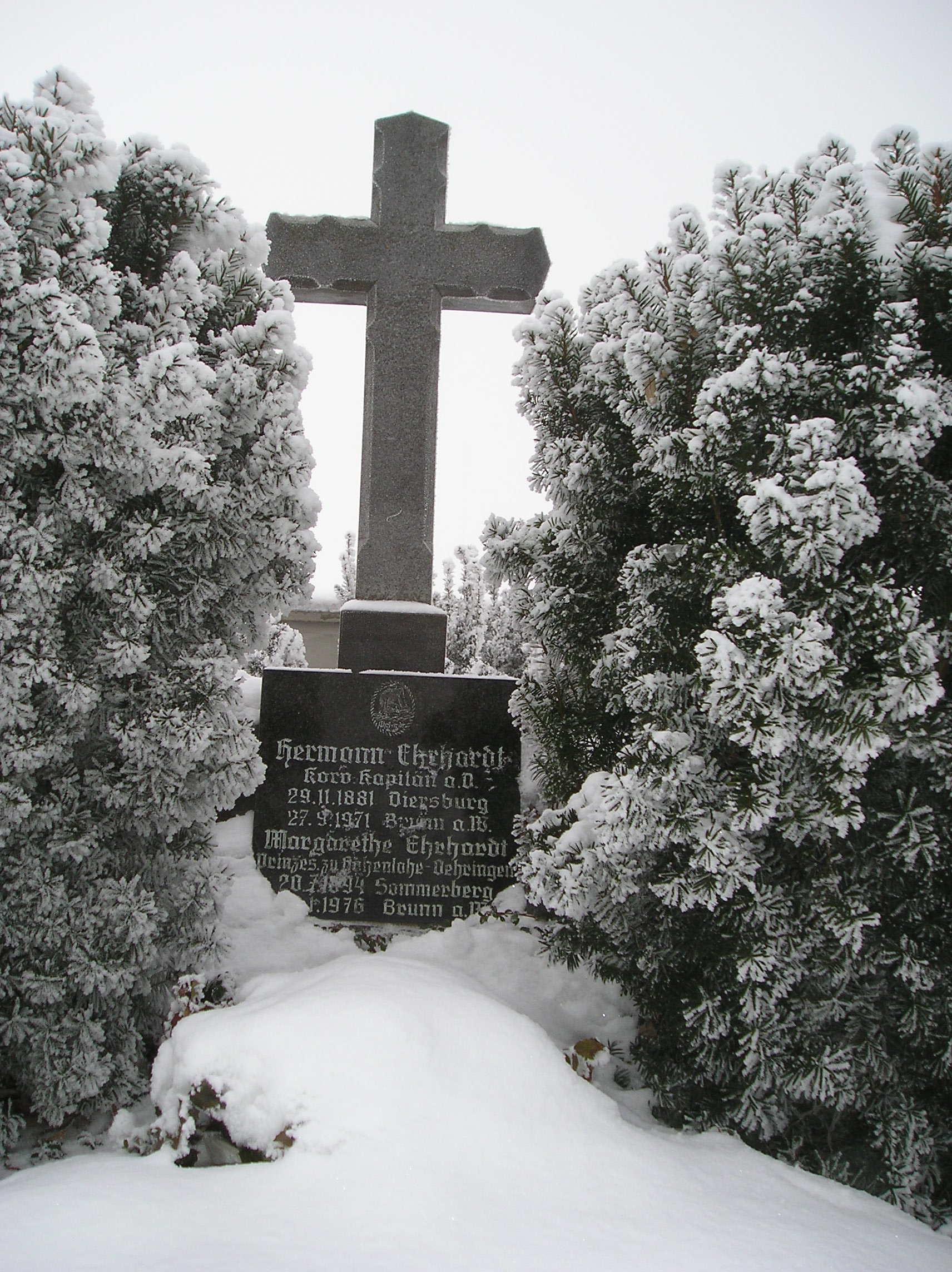
Familiengrab Ehrhardt

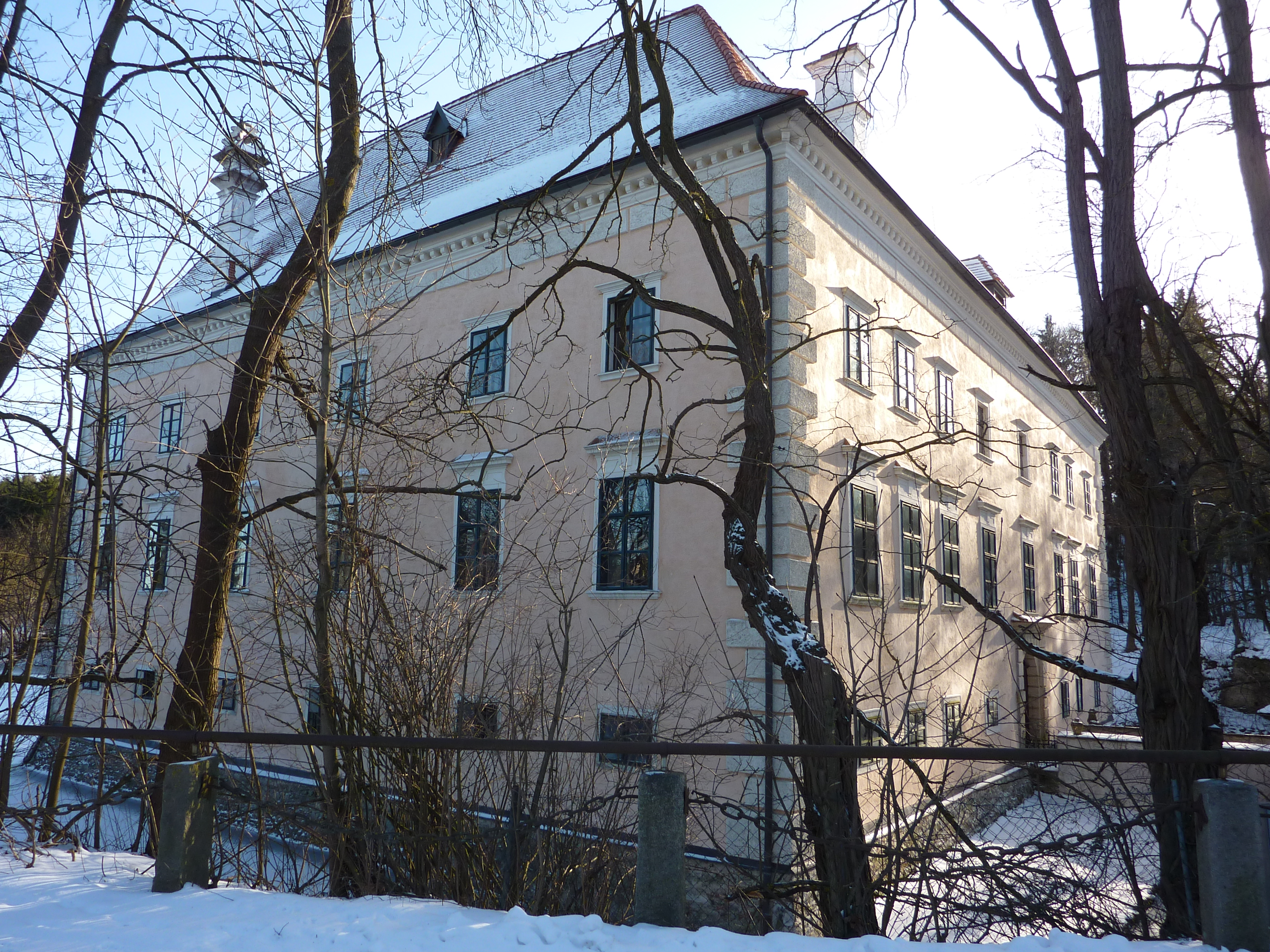
Schloss Brunn am Wald

Die von Ehrhardt gemeinsam mit Hartmut Plaas im Jahre 1931 gegründete „Gefolgschaft“ vereinigte noch einmal 2000 seiner Anhänger sowie enttäuschte Nationalsozialisten und Kommunisten, die eine Machtübernahme Hitlers verhindern wollten und vor allem die Demagogie der NSDAP anprangerten. Im selben Jahr unterhielt Ehrhardt Beziehungen zu Otto Strasser und dem linken Flügel der NSDAP, woraus sich aber für ihn auch nichts weiter ergab. 1933 hatte Ehrhardt seinen Wohnsitz auf dem von ihm erworbenen ehemaligen Gut des Grafen von Bredow in Kleßen, Westhavelland. Am 28. Juni 1933 meldete die „Westhavelländische Tageszeitung“: „Kapitän Ehrhardt bekennt sich zur NSDAP“, habe die Reichsführung SS mitgeteilt. Er wäre „persönlich in die Partei eingetreten“ „und hat sich mit seinem Wehrverband, der Brigade Ehrhardt, dem Reichsführer SS unterstellt“. Die Existenz der „Brigade Ehrhardt im Verbande der SS“ währte jedoch nur kurz. Nachdem Ehrhardt in der zweiten Januarhälfte 1934 noch zum SS-Gruppenführer befördert worden war, erfolgte bereits am 1. Februar 1934 durch SS-Reichsführer Heinrich Himmler die Auflösung des Verbandes. Anscheinend war auch Ehrhardts Leben in Gefahr: Gemeinsam mit vielen anderen alten Gegnern Hitlers sollte er im Zuge der Niederschlagung des angeblichen Röhm-Putsches im Juni/Juli 1934 ermordet werden. Er floh jedoch rechtzeitig zunächst vor den SS-Leuten in einen nahe seinem Gut gelegenen Wald, später dann in die Schweiz. 1936 ging er nach Österreich, wo er in Brunn am Wald im Bezirk Krems an der Donau das herrschaftliche Gut betrieb und mit seiner Familie auf Schloss Brunn am Walde wohnte. Das Gut Kleßen wurde 1937 verkauft. Er lebte in der Folgezeit als Landwirt und war bis zu seinem Tode 1971 nicht mehr politisch oder militärisch aktiv.
Am 13. August 1927 hatte Ehrhardt in Neuruppin Margarethe Viktoria Prinzessin zu Hohenlohe-Öhringen (1894–1976) geheiratet. Aus der Ehe gingen zwei Kinder hervor, Marie Elisabeth und Hermann Georg. 1948 wurde Ehrhardt österreichischer Staatsbürger. Ehrhardt ist ebenso wie seine Gattin Margarethe auf dem Gemeindefriedhof in Lichtenau im Waldviertel bestattet.

## Antisemitismus
Gabriele Krüger sah 1971 die Behauptung Ernst von Salomons bestätigt, Ehrhardt sei kein Antisemit gewesen. Vielmehr sei er „in erster Linie Soldat, politisch ohne eigene Ideen“ gewesen. Der Militärhistoriker Wolfram Wette reiht Ehrhardt dagegen ein unter „die antisemitischen Desperados des Nachkriegs“, die nach dem Weltkrieg nicht zurück ins Zivilleben gefunden hätten. Wette weist nach, dass alle Attentate der O.C. vom Wahnbild eines Jüdischen Bolschewismus geleitet waren. Der Historiker Hubertus Büschel nennt Ehrhardt einen „der bekanntesten und meistgesuchten antisemitischen, deutschnationalen, republikfeindlichen Freikorpsführer“. Auch Martin Sabrow schreibt von Ehrhardts „antisemitischer und radikal antirepublikanischer Haltung“, die durch die Novemberrevolution gefestigt worden sei.

## Veröffentlichungen
- Deutschlands Zukunft. Aufgaben und Ziele. J. F. Lehmann, München 1921.
- Kapitän Ehrhardt. Abenteuer und Schicksale. Nacherzählt. Hrsg. von Friedrich Freksa. August Scherl, Berlin 1924.

## Filme
- Walther Rathenau – Untersuchung eines Attentats (ARD/SDR 18. Oktober 1967, Regie: Franz Peter Wirth), mit Rolf Boysen in der Rolle Ehrhardts.
- Die Konterrevolution – Der Kapp-Lüttwitz-Putsch (Bayerischer Rundfunk 2011, Regie: Bernd Fischerauer), mit Michael Roll in der Rolle Ehrhardts.[23][24]